# Монумент Славы (Полтава)
Монумент Славы (встречается также название Колонна Славы) — памятник монументального искусства начала XIX века в центре Круглой площади в Полтаве (Украина).
Установлен в честь победы русской армии над войсками шведского короля Карла XII в Полтавской битве. Одна из главных достопримечательностей центра Полтавы.

## История памятника
Сооружен в 1806—1811 гг. в честь 100-летия Полтавской битвы.
Авторы памятника — архитектор Ж. Тома де Томон, скульптор Ф. Ф. Щедрин. В основу памятника положены два первоначальных эскиза, выполненных полтавским губернским архитектором М. А. Амвросимовым, в виде колонны, увенчанной орлом, по образу триумфальных колонн, которыми отмечались победы в древнем Риме. Фундамент будущего памятника заложен 27.06.1804 года. Эскизы М. А. Амвросимова отослали на рассмотрение в Академию искусств в Петербург, где их поручили доработать архитектору Ж. Тома де Томону. Хотя, надпись на памятнике гласит, что он «окончен в 1809 году», открытие произошло 27.06.1811 года.
Монумент представляет собой чугунную тосканскую колонну на гранёном постаменте, увенчанную позолоченным бронзовым орлом с лавровым венком в клюве и стрелами в когтях, обращённый в сторону поля Полтавской битвы. Колонна была отлита на Луганском литейном заводе.
Кирпичная колонна одета в четыре чугунных кожуха, швы между которыми прикрыты тремя поясами в виде венков из дубовых листьев. Колонна установлена на кубическом гранитном постаменте, который стоит на ступенчатом стилобате в форме четырёхгранного бастиона, в основу которого вмонтированы 18 пушек — трофеев Полтавской битвы (10 — из Полтавской крепости, 8 — из Переволочной).

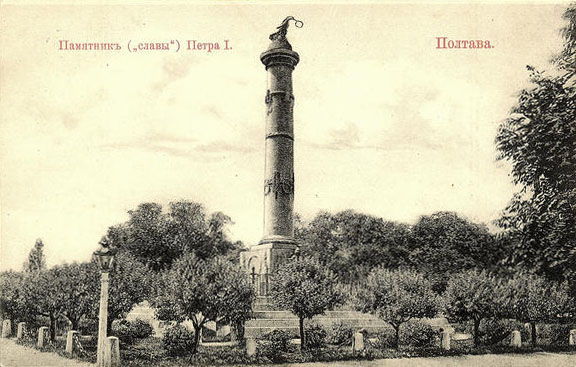
Монумент Славы, начало XX века

Верхняя площадка ограждена литой чугунной решёткой, декоративные стойки которой выполнены в виде вложенных в ножны мечей, обёрнутых клинком к земле, что символизировало окончание военных действий. Пьедестал колонны украшен бронзовыми горельефными композициями из доспехов и знамён с римской военной атрибутикой. В центре композиции с юго-восточной и северо-западной сторон — большие бронзовые кольца в виде змей, держащих себя за хвост — так называемые «кольца возвращения» — аллегория вечности и повторяемости мира.
Высота колонны вместе с капителью 10,35 метра, орла с полусферой — 2,11 метра, размах крыльев орла — около 3 метров, нижний диаметр колонны — 1,84 метра, верхний — 1,3 метра.
Монумент был повреждён во время Великой Отечественной войны. Реставрирован в 1953 г.
Летом 2014 года на вершине памятника был установлен флаг Украины. Чуть позже к нему был добавлен красно-чёрный флаг УПА.

## Вандализм
Во второй половине XX и в начале XXI века памятник неоднократно подвергался актам вандализма. Чаще всего похищались барельефы, бронзовые щиты возле колонны, части ограждения и т. д.
В 2024 году монумент был облит краской. Акт вандализма был совершён жительницей Украины по фамилии Петушинская, называющей себя художницей.